# Deutz D 5505

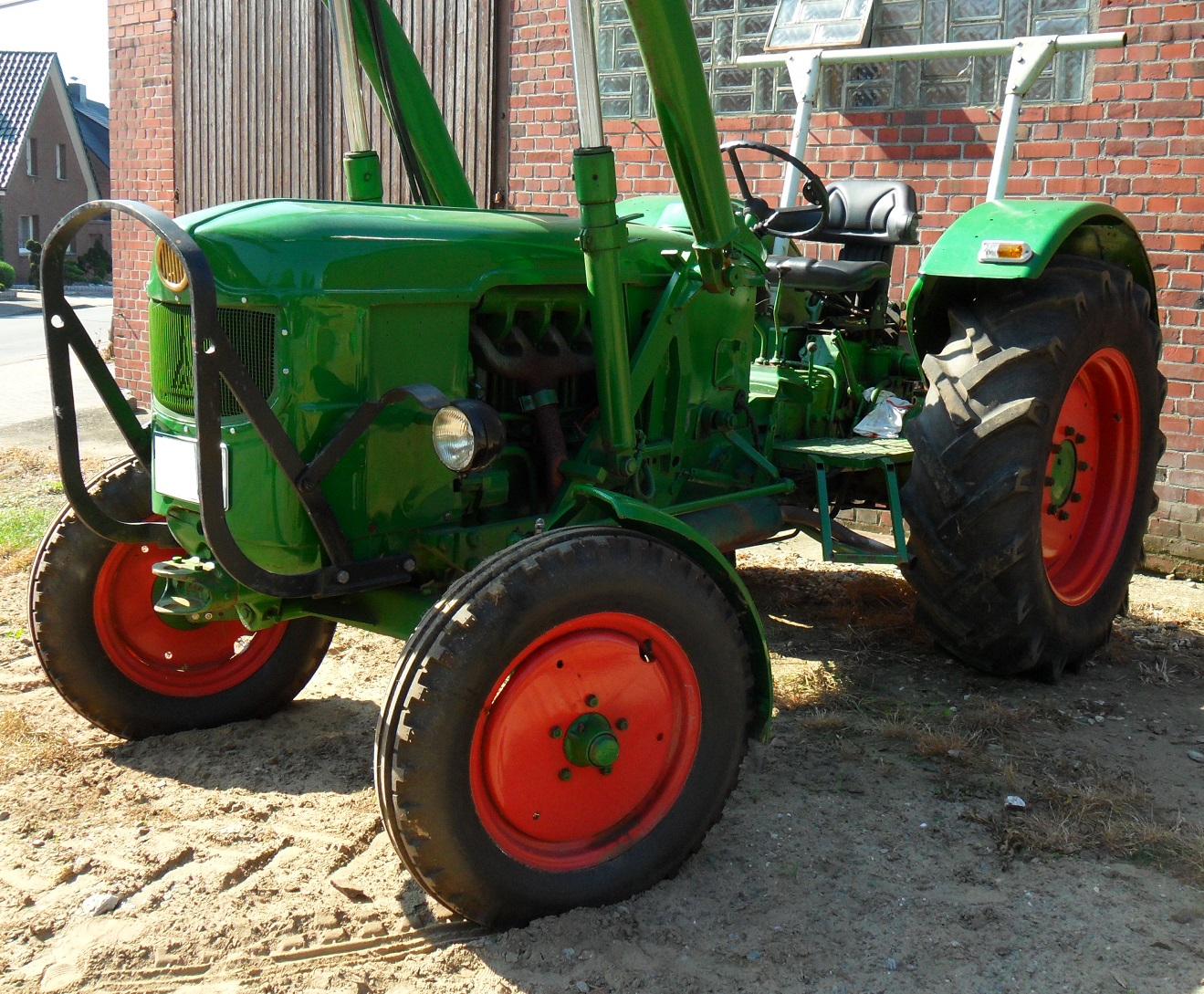
Deutz D 5505

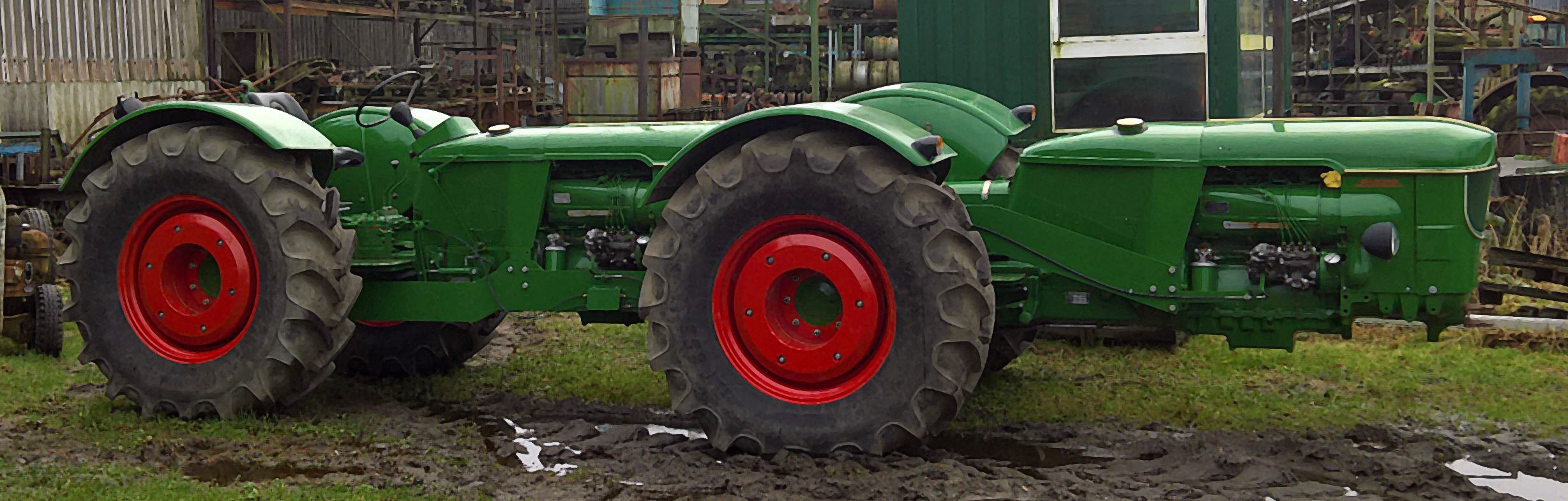
Deutz D 5505 Tandem

Der Deutz D 5505 ist ein Traktor der Marke Deutz der von 1965 bis 1967 in den Deutz-Werken in Köln produziert wurde. Insgesamt wurden von diesem Deutz-Modell 7500 Traktoren gebaut. Da der Bedarf an stärkeren Traktoren Mitte der 1960er Jahre anstieg, verkaufte sich der Schlepper trotz seiner kurzen Bauzeit vergleichsweise gut.
Der Schlepper entsprach in der Ausstattung seinem Vorgänger, dem D 50.1S. Er behielt das ZF-Getriebe und wurde mit dem stärkeren F4L812S-Motor ausgestattet. Dieser neu entwickelte Motor überzeugte durch stärkere Leistung und größere Laufruhe. Der luftgekühlte Deutz-Vierzylinder-Viertakt-Dieselmotor vom Typ F4L812S aus der Motorenbaureihe 8 galt als robuster und spritziger Schleppermotor. Die Leistung des Motors liegt bei 38 kW und die Höchstgeschwindigkeit beträgt 20 oder 28 km/h. Bei einer Breite von 1800 mm und einer Länge von 3730 mm beträgt das Leergewicht 2450 kg.
Im Jahr 1967 entwickelte Deutz den zweimotorigen Knicklenkertraktor D 5505 Tandem. Da unter anderem die Synchronisation der beiden Antriebseinheiten Probleme verursachte, erreichte dieser aber nicht die Serienreife.